# تیلور تاگاردن
تیلور تاگاردن (انگلیسی: Taylor Teagarden؛ زادهٔ ۲۱ دسامبر ۱۹۸۳) بازیکن بیس‌بال اهل ایالات متحده آمریکا است.
از باشگاه‌هایی که در آن بازی کرده‌است می‌توان به تگزاس رنجرز اشاره کرد.